# Melbourne Sports and Aquatic Centre
Melbourne Sports and Aquatic Centre (MSAC) je športsko-plivališni kompleks u Albert Parku u Victoriji, Australija. 
Dizajnirali su ga Peddle Thorp Architects. Otvoren je 24. ožujka 1997., a troškovi izgradnje su iznosili 65 milijuna australskih dolara.
Prometno je dostupan putem gradskih tramvaja grada Melbournea. 
Mjestom je održavanja svjetskog prvenstva u vodenim športovima 2007. (plivanje, skokovi u vodu, vaterpolo).

## Vanjske poveznice
- http://www.msac.com.au/ Službene stranice
- http://www.austadiums.com/stadiums/stadiums.php?id=72 Podatak o plivalištu na Austadiums.com
- http://www.austadiums.com/stadiums/stadiums.php?id=153 Podatak o kapacitetima na Austadiums.com